# Unai Velasco
Unai Velasco Quintela (Barcelona, 1986) es un poeta, crítico cultural, editor y traductor español.

## Biografía
Unai Velasco es licenciado en Humanidades y máster en Estudios comparados de arte, literatura y pensamiento. Como escritor ha publicado poemas y artículos en medios como Quimera, Ex Libris, Paraíso, Quaderni Iberoamericani, Nayagua, Catálogos de Valverde, Punto de Partida, El Cultural o Qué Leer. Se le incluyó en las antologías Tenían veinte años y estaban locos (La Bella Varsovia, 2011), Serial (El Gaviero, 2014) o Réquiem por Lolita (Fundación Málaga, 2014). Ha participado en festivales de poesía como el Perfopoetry de Murcia, el Cosmopoética de Córdoba o el Perfopoesía de Sevilla. Ha traducido del inglés al poeta neoyorquino David Fishkind para la antología de joven poesía norteamericana Vomit (El Gaviero, 2013) y a varios autores de cómic franco-belga.
En 2013 fue ganador del Premio Nacional de Poesía Joven Miguel Hernández con el libro En este lugar (Esto no es Berlín, 2012), que concede el Ministerio de Cultura de España y que está dotado con 20 000 euros. El jurado consideró que se trataba de «un libro innovador, que apuesta por una poesía crítica en la que la ironía no está reñida con apuntes vanguardistas y con sólidos referentes culturales y literarios».